# اغداش (سمیرم)
اغداش (سمیرم)، روستایی از توابع بخش مرکزی شهرستان سمیرم در استان اصفهان ایران است و اهالی آن به زبان فارسی و ترکی قشقایی صحبت می کنند و پیرو دین اسلام و مذهب شیعه می باشند آغداش به زبان محلی به  معنی سنگ سفید است و در کنار رودخانه سولگان و مرز دو استان اصفهان و چهارمحال و بختیاری قرار گرفته است 
شغل مردم : کشاورزی و دامداری 
جمعیت :۲۰۰نفر
آب و هوا: زمستان های سرد و برفی  و تابستان خنک 
ارتفاع از سطح دریا : ۲۲۵۰ متر 
جاذبه گردشگری: رودخانه سولگان ، آق چشمه ، دره آغداش، کوه قره قآج با ارتفاع ۳۳۳۰ متر
راه دسترسی : اصفهان سمیرم بخش وردشت (۲ساعت از اصفهان)
مفاخر : جهانگیر خان قشقایی

## جمعیت
این روستا در دهستان وردشت قرار دارد و بر اساس سرشماری مرکز آمار ایران در سال ۱۳۸۵، جمعیت آن ۱۶۸ نفر (۴۸ خانوار) بوده‌است.